# Джеймс Рамбо
Джеймс Е. Рамбо (нар. 22 серпня 1947) — американський комп'ютерний вчений і об'єктно-орієнтований методолог, найбільш відомий своєю роботою зі створення техніки об'єктного моделювання (OMT) і уніфікованої мови моделювання (UML).

## Біографія
Румбо народився у Віфлеємі, штат Пенсільванія, здобув ступінь бакалавра з фізики в Массачусетському технологічному інституті (MIT), ступінь магістра з астрономії в Каліфорнійському технологічному інституті (Caltech), а також ступінь доктора філософії. доктор інформатики в MIT під керівництвом професора Джека Денніса.
Рамбо розпочав свою кар'єру в 1960-х роках у Digital Equipment Corporation (DEC) на посаді провідного наукового співробітника. З 1968 по 1994 рік він працював у Центрі досліджень і розробок General Electric, розробляючи технології, викладаючи та консультуючи. У General Electric він також керував розробкою техніки об'єктного моделювання (OMT), мови об'єктного моделювання для моделювання та проєктування програмного забезпечення.
У 1994 році він приєднався до Rational Software, де працював з Іваром Джейкобсоном і Грейді Бучем («Три Аміго») над розробкою Уніфікованої мови моделювання (UML). Пізніше вони об'єднали свої методології розробки програмного забезпечення, OMT, OOSE та Booch у Rational Unified Process (RUP). У 2003 році перейшов до IBM, після того, як компанія придбала Rational Software. Вийшов на пенсію у 2006 році.
У нього двоє дорослих дітей, і (у 2009 році) він жив у Саратога, штат Каліфорнія, разом зі своєю дружиною.

## Робота
Основні наукові інтереси Рамбо — формальні мови опису, «семантика обчислень, інструменти для підвищення продуктивності програмування та додатки, що використовують складні алгоритми та структури даних».
У своїй аспірантській роботі в Массачусетському технологічному інституті Рамбо зробив внесок у розробку комп'ютерної архітектури потоку даних. Його дисертація описувала мову паралельного програмування, комп'ютер з паралельним процесором та основу для мережевої архітектури, яка орієнтується на потік даних. Рамбо зробив подальший внесок у Object Modeling Technique, IDEF4, Rational Unified Process та Unified Modeling Language.

## Публікації
Разом з Іваром Якобсоном і Грейді Бучем Рамбо написав ряд книг про UML і RUP. Вибір включає:
- 1975 рік. Архітектура паралельного асинхронного комп'ютера для програм потоку даних. Дисертація MIT
- 1991 рік. Об'єктно-орієнтоване моделювання та проєктування. З іншими. Прентіс Холл,ISBN 0-13-629841-9.
- 1996 рік. Статистика OMT: погляди на моделювання з Журналу об'єктно-орієнтованого програмування. Передмова Джеймса Коплієна.
- 1999 рік. Уніфікований процес розробки програмного забезпечення
- 2005 рік. Об'єктно-орієнтоване моделювання та проєктування за допомогою UML